# Troy, Pennsylvania
Troy är en ort i Bradford County i delstaten Pennsylvania, USA.